# Aeropuerto Internacional de Mar de Cortés
El Aeropuerto Internacional de Mar de Cortés (Código IATA: PPE - Código OACI: MMPE - Código DGAC: PPE), está localizado a 40 km al noreste de Puerto Peñasco, Sonora, México, aproximadamente a 100 kilómetros de la frontera entre Estados Unidos y México en la costa del Golfo de California. Es también un puerto de entrada hacia México. La mayoría de las operaciones son de aviación general y cuenta con 21 posiciones para ésta.

## Historia
El primer aeropuerto se fundó en los años 40 y fue utilizado por la Compañía Mexicana que inauguró la ruta Ciudad de México - Mexicali, con escala en Puerto Peñasco. En 1973 se renovó su pista y con ella un pequeño edificio terminal. 
El 5 de agosto de 1994 por mandato del Presidente Carlos Salinas de Gortari, fue declarado Aeródromo Internacional. Así se benefició a los pilotos que antes tenían que realizar los trámites de aduana y migración en Nogales o en Mexicali.  
A partir del 28 de septiembre del 2005 se dio inicio a una nueva etapa con una gran inversión financiera por parte del Grupo Mayan Resorts, se realizó el reencarpetamiento de la pista y plataforma, la ampliación del edificio terminal, del estacionamiento vehicular y de la plataforma; la construcción del CREI, cercado y señalamiento.

### Nuevo aeropuerto internacional
Lo anterior, se realizó en tanto se construía el nuevo aeropuerto, con capacidad para atender aeronaves comerciales del tipo Boeing 767 o similares. Se desarrolló mediante una alianza entre el Gobierno del Estado de Sonora y Grupo Mayan Resorts. La pista del nuevo aeropuerto es la cuarta del país en ser completamente construida con concreto de Cemex.
El 5 de noviembre de 2009 fue inaugurado por el Presidente Felipe Calderón Hinojosa, al asistir a la reunión de gobernadores fronterizos.
Actualmente el aeropuerto se encuentra abierto y se localiza a 15 minutos de la ciudad de Puerto Peñasco y a 5 minutos de algunos hoteles y desarrollos de departamentos sobre el Mar de Cortés.
Aeroméxico tuvo entonces operaciones en 2013 que cesó en 2014. La aerolínea TAR inició operaciones en julio de 2016 con vuelos comerciales a Tijuana, Hermosillo y Ciudad Juárez que también suspendió meses más tarde.
En 2020, Puerto Peñasco recibió a 1,350 pasajeros, mientras que en 2021 recibió 1,886 pasajeros, según datos publicados por la Agencia Federal de Aviación Civil.

## Estadísticas

### Tráfico anual
Sólo se muestra muestran vuelos comerciales regulares y vuelos de fletamento, no se incluyen vuelos militares ni de aviación general.
| Año  | Vuelos | Pasajeros | kg de carga | Año  | Vuelos | Pasajeros | kg de carga |
| 2007 | 154    | 2,431     | 1,474       | 2016 | 2,524  | 3,812     | 0           |
| 2008 | 327    | 4,115     | 2,192       | 2017 | 2,507  | 2,026     | 0           |
| 2009 | 5      | 292       | 0           | 2018 | 2,697  | 1,932     | 0           |
| 2010 | 49     | 3,649     | 0           | 2019 | 2,693  | 1,811     | 0           |
| 2011 | 19     | 1,729     | 0           | 2020 | 1,775  | 1,350     | 0           |
| 2012 | 0      | 0         | 0           | 2021 | 2,264  | 1,886     | 0           |
| 2013 | 223    | 5,632     | 500         | 2022 | 2,095  | 5,099     | 0           |
| 2014 | 302    | 605       | 54          | 2023 | 2,217  | 3,930     | 0           |
| 2015 | 2,196  | 1,438     | 0           | 2024 | 2,170  | 3,508     | 0           |
| ---- | ------ | --------- | ----------- | ---- | ------ | --------- | ----------- |

## Accidentes e incidentes
- El 30 de abril de 2013 una aeronave Piper PA-28-140 Cherokee con matrícula XA-KXX que realizaba un vuelo privado entre el Aeropuerto de Tijuana y el Aeropuerto de Puerto Peñasco con escala técnica para repostar en el Aeropuerto de Mexicali cayó a tierra a unas 66 millas náuticas al sureste del Aeropuerto de Mexicali en el Desierto de Altar causando daños sustanciales en la aeronave. Los 2 tripulantes fueron rescatados después de 18 horas de la caída sin reportarse pérdidas humanas. La intención del vuelo era generar horas de experiencia.[12]

- El 3 de marzo de 2014 una aeronave Cirrus SR20 con matrícula N1645S que cubría un vuelo entre el Aeródromo General Dick Stout (en la ciudad de Hurricane, UT) y el Aeropuerto de Puerto Peñasco se estrelló a unas 70 millas náuticas al sur de Nogales, AZ. Se desconoce si el piloto sobrevivió al accidente.[13]

- El 6 de septiembre de 2018 una aeronave Pilatus PC-7 de la Fuerza Aérea Mexicana que se encontraba realizando labores de vigilancia en el municipio de Puerto Peñasco tuvo que aterrizar de emergencia en el Aeropuerto Internacional Mar de Cortés, lugar en donde sufrió daños en el tren d aterrizaje. La tripulación resultó ilesa.[14][15]

## Aeropuertos cercanos
Los aeropuertos más cercanos son:
- Aeropuerto Internacional de San Felipe (131 km).
- Aeropuerto Internacional de San Luis Río Colorado (171 km).
- Aeropuerto Internacional General Rodolfo Sánchez Taboada (215 km).
- Aeropuerto Internacional de Nogales (243 km).
- Aeródromo Militar de San Quintín (249 km).